# Бангієв Олександр Юрійович
Олекса́ндр Ю́рійович Банѓієв (16 листопада 1946, Сталінабад) — німецький шахіст, майстер спорту СРСР (1973), міжнародний майстер (1994), шаховий тренер. Відомий своїм суперечливим методом Бангієва, який він розробив.

## Біографія
Олександр Бангієв проживав у Кримській області, п'ятиразовий чемпіон Чорноморського флоту СРСР (1969, 1970, 1971, 1972, 1973).
Він брав участь у змаганнях Збройних сил СРСР та ДСТ «Спартак», а також у відбіркових турнірах чемпіонатів країни.
Учасник чотирьох чемпіонатів України (найкращий результат — 6 місце у 1991 році).
У 1992 році переїхав до Німеччини, де чотири рази (1994, 1995, 1996, 1998) ставав чемпіоном Нижньої Саксонії. Неодноразово виступав у чемпіонатах Німеччини. Найкращий результат—поділ 3—5-го місць у 1994 році.
Протягом багатьох років грав у Бундеслізі у складі клубів «Bielefelder SK» (1992—1993), «Isernhagen» (1993—2005) та «PSC Hannover» (нині шаховий відділ спортивного товариства «Hannover 96», з 2005 року).
Також активно грав у шахи за листуванням. Брав участь у 12-му чемпіонаті СРСР (1975—1977), 38-му та 48-му чемпіонатах Європи, а також у півфіналі 18-го чемпіонату світу. У складі збірної СРСР здобув перемогу в командному чемпіонаті Європи.

## Тренерська діяльність
Олександр Бангієв протягом багатьох років займається тренерською діяльністю. Має ліцензію Німецького шахового союзу. Автор так званого методу Бангієва (або B-методу).
Метод Бангієва складається з трьох основних компонентів: стратегія полів, мислення «поле — хід» та практичне застосування. На думку Бангієва, у шахах існують ключові поля, які визначають стратегію гри протягом усієї партії. Техніка мислення «поле — хід» передбачає, що у певних позиціях є важливі зони, навколо яких слід планувати ходи. У процесі практичної гри шахіст тренує цей підхід до аналізу позицій.
Критики методу, серед яких гросмейстер Джонатан Роусон, майстри ФІДЕ У. Керстен та В. Шельмермаєр, вважають, що ця методика може застосовуватися лише вибірково. Роусон характеризує її як «заплутану та несистемну».

## Книги
Також Олександр Бангієв відомий як шаховий теоретик. Він є автором значної кількості праць з теорії дебютів.
- Developments in the King's Gambit 1980 — 88, Quadrant Marketing Ltd, Лондон 1989
- Developments in the Sicilian 2. f4 1980 — 88, Quadrant Marketing. Ltd, Лондон 1989
- Das angenommene Königsgambit mit 3. Sc3, Verlag Reinhold Dreier, Людвігсгафен-на-Рейні 1993 (разом із Фолькером Хергертом)
- Das angenommene Königsgambit. Die Logik, Verlag Reinhold Dreier, Людвігсгафен-на-Рейні 1996
- Die Logik des abgelehnten Königsgambits, Verlag Ellen Harenberg-Labs, Ганновер 1999, ISBN 3-89042-034-6
- Die Tarrasch-Verteidigung, CD-ROM, ChessBase GmbH, Гамбург 1999
- Das Gambit-Lexikon, CD-ROM, ChessBase GmbH, Гамбург 1999
- Das Königsgambit, CD-ROM, ChessBase GmbH, Гамбург 1999, ISBN 3-932466-62-4
- Die Philidor-Verteidigung, CD-ROM, ChessBase GmbH, Гамбург 2002, ISBN 3-935602-36-7
- Felderstrategie 1, Taktik, CD-ROM, ChessBase GmbH, Гамбург 2004, ISBN 3-937549-17-X
- Felderstrategie 2, Eröffnung, CD-ROM, ChessBase GmbH, Гамбург 2005, ISBN 3-937549-46-3
- Felderstrategie 3, Mittelspiel, CD-ROM, ChessBase GmbH, Гамбург 2005, ISBN 3-937549-55-2
- Eröffnungsrepertoire für Schwarz, CD-ROM, ChessBase GmbH, Гамбург 2006, ISBN 3-937549-81-1
- Weiß-Repertoire 1. e4, CD-ROM, ChessBase GmbH, Гамбург 2006, ISBN 3-935602-65-0
- Felderstrategie für Morra-Gambit, Silbersaiten Verlag, Гільдесгайм 2006, ISBN 3-939345-04-0
- Felderstrategie: Taktik, Silbersaiten Verlag, Гільдесгайм 2006, ISBN 3-939345-05-9
- Felderstrategie: Denkmethode, Silbersaiten Verlag, Гільдесгайм 2006, ISBN 3-939345-06-7
- Der Kinder-Schachlehrgang: Heft 1: Schachregeln, Silbersaiten Verlag, Ганновер 2010, ISBN 978-3-939345-35-0
- Der Kinder-Schachlehrgang: Heft 2: Matt dem König!, Silbersaiten Verlag, Ганновер 2010, ISBN 978-3-939345-36-7

## Турнірні результати

### Результати виступів у чемпіонатах України
Олександр Бангієв зіграв у чотирьох фінальних турнірах чемпіонатів України, набравши загалом 28½ з 58 можливих очок.
| Рік  | Місто       | Турнір                 | + | − | = | Результат | Місце |
| ---- | ----------- | ---------------------- | - | - | - | --------- | ----- |
| 1972 | Одеса       | 41-й чемпіонат України | 4 | 7 | 6 | 7 з 17    | 15    |
| 1974 | Львів       | 43-й чемпіонат України |   |   |   | 8 з 13    | 9—10  |
| 1988 | Львів       | 57-й чемпіонат України | 4 | 6 | 5 | 6½ з 15   | 11    |
| 1991 | Сімферополь | 60-й чемпіонат України | 3 | 2 | 8 | 7 з 13    | 6     |

### Інші турніри
| Рік  | Місто       | Турнір                                   | +  | − | = | Результат | Місце  |
| ---- | ----------- | ---------------------------------------- | -- | - | - | --------- | ------ |
| 1969 | Рига        | Чемпіонат збройних сил СРСР              | 3  | 5 | 9 | 7½ з 17   | 12     |
| 1970 | Севастополь | Чемпіонат збройних сил СРСР              | 4  | 7 | 6 | 7 з 17    | 15     |
| 1973 | Калінінград | Чемпіонат збройних сил СРСР              | 4  | 5 | 6 | 7 з 15    | 9—10   |
| 1974 | Донецьк     | Першість ЦР ДСТ «Спартак»                | 11 | 3 | 2 | 12 з 16   | Gold   |
|      | Мінськ      | Меморіал Олексія Сокольського            | 4  | 1 | 8 | 8 з 13    | Silver |
| 1975 | Геленджик   | Першість ЦР ДСТ «Спартак»                | 5  | 3 | 5 | 7½ з 13   | 4      |
|      | Челябінськ  | Відбірковий турнір 43-го чемпіонату СРСР | 3  | 4 | 6 | 6 з 13    | 38—48  |
| 1977 | Вільнюс     | Чемпіонат профспілок СРСР                | 4  | 4 | 7 | 7½ з 15   | 8—10   |
| 1994 | Бінц        | Чемпіонат Німеччини                      | 3  | 0 | 6 | 6 з 9     | —5     |
| 1996 | Дудвайлер   | Чемпіонат Німеччини                      | 3  | 2 | 4 | 5 з 9     | 11—21  |
| 1998 | Бремен      | Чемпіонат Німеччини                      | 2  | 3 | 4 | 4 з 9     | 30—37  |